# Phillips (automobilismo)
Phillips è stato un costruttore statunitense di auto da corsa presente nelle gare statunitensi negli anni cinquanta.
Tra il 1950 e il 1960 la 500 Miglia di Indianapolis faceva parte del Campionato mondiale di Formula 1, per questo motivo la Phillips ha all'attivo anche 7 Gran Premi con un podio in F1 grazie a Don Freeland nel 1956.